# Jure Šinkovec
Jure Šinkovec (Ljubljana, 3 juli 1985) is een Sloveense schansspringer.

## Carrière
Šinkovec maakte zijn wereldbekerdebuut in november 2005 in Kuusamo, twee maanden later scoorde hij in Sapporo zijn eerste wereldbekerpunten. In augustus 2011 stond hij in Almaty op het podium van een grand-prix wedstrijd.
Op de wereldkampioenschappen skivliegen 2012 in Vikersund eindigde Šinkovec als zesentwintigste, samen met Jernej Damjan, Jurij Tepeš en Robert Kranjec veroverde hij de bronzen medaille in de landenwedstrijd.

## Resultaten

### Wereldkampioenschappen skivliegen
| Jaar | Plaats    | Resultaten             |
| ---- | --------- | ---------------------- |
| 2012 | Vikersund | 26e HS225 · Team HS225 |

### Wereldbeker

#### Eindklasseringen
| Seizoen   | Algm | SV  | 4S  | NT  |
| --------- | ---- | --- | --- | --- |
| 2005/2006 | 65e  | –   | –   | 57e |
| 2006/2007 | 82e  | –   | 55e | –   |
| 2007/2008 | –    | –   | –   | 46e |
| 2008/2009 | 60e  | –   | –   | –   |
| 2011/2012 | 28e  | 27e | 28e |     |

### Grand-Prix

#### Eindklasseringen
| Jaar | Plaats |
| ---- | ------ |
| 2005 | 32e    |
| 2006 | 50e    |
| 2008 | 68e    |
| 2011 | 15e    |